# 마크 프라이어
마크 윌리엄 프라이어(Mark William Prior, 1980년 9월 7일 ~ )는 MLB 투수였다, 다저스 투수코치이다
캘리포니아주 샌디에이고 출신으로 프로 데뷔는 매우 화려했으나 이후 그의 프로 경력은 부상으로 얼룩졌다. 건강할 시절 그의 무기는 90마일 중반대의 직구, 커브, 슬러브, 체인지업과 정교한 제구력, 어린 나이에 걸맞지 않은 침착함이었다.
1998년 뉴욕 양키스는 프라이어를 전체 43순위로 지명했으며 150만 달러의 파격적인 보너스 제안을 했다. 그러나 프라이어는 아버지의 모교인 반더빌트 대학교에 진학했으며, 이듬해에는 명문 USC로 전학하게 되었다. USC로 전학한 프라이어는 매년 '금년의 선수상'을 수상했다. 프로에 몸을 담은 뒤에도 프라이어는 2004년 파트 타임으로 대학 수업을 받았다.

## 메이저 리그

### 2001년 드래프트
2001년 프라이어는 다시 드래프트를 받게 되는데, 원래 1순위 지명권이 있던 미네소타 트윈스는 프라이어가 자신들의 팀에서 뛰는 것을 원하지 않는 것을 알고 있었기 때문에 대신 조 마우어를 지명했고 프라이어는 2순위로 시카고 컵스에 입단하게 되었다.

### 2003년
프라이어는 18승 6패의 성적을 거두며 그 해 사이영 상 투표에서 3위를 획득했다. 이 순위는 당시 애틀랜타 브레이브스 2루수였던 마커스 자일스와 충돌한 뒤(올스타 게임에서) 선발등판 세 번을 거른 상태에서 나온 것이다. 스포츠 일러스트레이트 지는 당시 강속구 선발투수였던 케리 우드와 프라이어 두 명을 '시카고의 열기(heat)'라고 표현했다. 표현에 어울리게 두 명의 선발 투수는 컵스가 88승을 거두면서 포스트 시즌에 진출하는 데 일조했다. 그러나 당시 컵스 감독이었던 더스티 베이커가 둘을 지나치게 혹사하고 있으며, 선수 생명을 단축시키고 있다는 비판이 많았다. 이런 비판에도 불구하고 우드와 프라이어는 선발 경기마다 많은 투구를 기록했다.
포스트 시즌에 진출하여 프라이어가 맞붙은 첫 번째 상대는 그레그 매덕스였다. 이후 팀은 애틀랜타 브레이브스를 물리치고 내셔널리그 챔피언십 시리즈에 올라가서 플로리다 말린스와 경기를 하게 되었다. 2차전 경기에서 승리투수가 된 프라이어는 6차전에도 등판하게 되었는데, 여기서 스티브 바트만과 모이지스 알루의 파울볼 사건이 일어나게 되었다. 컵스는 6차전과 7차전을 연속으로 내 주면서 월드 시리즈 진출에 실패했다.

### 2004년
처음 시즌 두 달을 아킬레스 건 부상으로 출장하지 못하였다. 지역 언론은 토미 존 수술을 받을 필요성을 제기했으나, 프라이어와 컵스는 부상자 명단에 오른 이유는 오직 아킬레스 건 때문이고 팔꿈치에는 이상이 없다고 말했다. 부상자 명단에서 복귀한 뒤의 성적은 신통치 않았으며 이는 그의 팔꿈치에 문제가 있다는 의혹을 증폭시켰다. 그러나 시즌이 끝을 향해 진행되면서 그는 다시 예전의 모습을 찾는 것처럼 보였다. 2004년 마지막 선발 등판에서 프라이어는 신시내티 레즈를 상대로 프로 통산 한 경기 내 최다 탈삼진 16개를 뽑아냈다.

### 2005년
2005년 프라이어는 부상으로 인해 많은 경기에 나오지 못했다. 2004년처럼 시즌을 다시 부상자 명단에서 시작했다. 부상자 명단에서 풀린 뒤 시즌 초는 예전처럼 잘 던졌다. 그러나 5월 27일 프라이어는 콜로라도 로키스와의 경기에서 브래드 하우프가 친 117마일 타구에 오른 팔꿈치를 강타당하여 부상자 명단에 다시 등재되었다. 프라이어는 2005년을 27경기 등판 11승 7패로 마감했다.

### 2006년
2004년과 2005년에 이어 다시 부상자 명단에 오른 상태로 시즌을 시작했다. 6월 19일 시즌 첫 등판에서 3.2이닝동안 4홈런 8실점을 기록했다. 이후 4번 선발로 더 등판한 뒤(4패 평균자책점 7.71), 옆구리 부상으로 7월 14일 다시 부상자 명단에 올랐다. 7월 21일 워싱턴 내셔널스와의 경기에 복귀했으나 3.1이닝 4실점을 기록했으며, 다섯 번 더 등판한 뒤 어깨 건염 진단을 받고 시즌을 끝마쳤다. 프라이어의 최종 성적은 1승 6패 평균자책점 7.21이었다.

### 2007년
춘계 훈련 캠프에서 프라이어는 90마일 중반대를 찍던 모습은 사라졌으며 직구 최고 구속은 80마일을 겨우 넘었다. 날카롭던 제구력도 실종되었고 원바운드성 폭투를 남발했다. 시범경기에서 3.1이닝동안 8안타 5볼넷 7실점 기록을 내자 컵스는 그를 마이너 리그 베이스볼 경기에 선발로 내보내기도 했다. 팀은 웨이드 밀러를 프라이어 대신 선발 로스터에 등록했으며 프라이어는 마이너에서 시즌 개막을 맞게 되었다. 이 처사에 불만을 느낀 프라이어는 이렇게 말했다. "나는 단지 고용된 사람에 불과하다. 퓨처스 게임에 초대될 수도 있을 것이다. 나는 아직 스물 여섯 살이다." 팬들과 시카고 언론은 이 말에 분노했으며 '덩치만 큰 어린아이'라고 조롱했다. 팬들은 그가 드래프트 2순위로 입단한 값어치를 해야 한다고 비판했다.
프라이어는 12월 12일 구단에서 방출되어 시카고 컵스와의 인연을 마감했다. 샌디에이고 파드리스는 그와의 계약에 관심이 있다는 것을 표명했으며 프라이어 역시 파드리스에 흥미가 있음을 표시하였다. 파드리스 외에도 휴스턴 애스트로스, 신시내티 레즈, 워싱턴 내셔널스, 뉴욕 메츠, 뉴욕 양키스 등이 그에게 관심을 표명했다.
12월 26일 프라이어는 샌디에이고 파드리스와 1백만 달러의 단년 인센티브 계약을 맺었다. 프라이어는 고향으로 돌아가서 개인 훈련을 한 뒤 팀에 2008년 5월이나 6월에 복귀할 예정이었다.

### 2008년
마크 프라이어는 큰 부상에 다시 시달리면서 복귀에 실패했다.

### 2013년
마크 프라이어는 신시내티 레즈와 마이너 계약을 맺고 스프링 캠프에 합류하였으나, 4월 말 오른쪽 어깨 부상으로 인해 2달 동안 공을 던지지 못하다가 6월에 방출되었다.

### 2018년
마크 프라이어는 2018년 1월 다저스 불펜코치로 계약한 뒤 부임했다

### 2019년
마크 프라이어는 2019년 시즌 뒤 릭 허니컷 다저스 전 투수코치를 이어받아 다저스의 새로운 투수코치가 되었다

## 참고 문헌
- 김형준 칼럼 : 스타 포커스 - 마크 프라이어, 돌아올 수 있을까